# Collegio elettorale di Sassari II
Il collegio elettorale di Sassari II è stato un collegio elettorale uninominale del Regno di Sardegna.
Fu istituito con il Regio editto del 17 marzo 1848.
Nel 1856 ci fu una riforma dei collegi elettorali insulari del regno di Sardegna. Il collegio fu sostituito dal Collegio elettorale di Nulvi.

## Dati elettorali
Nel collegio si svolsero votazioni per le prime cinque legislature del Regno di Sardegna.

### I legislatura
Le votazioni si svolsero in 222 collegi uninominali a doppio turno. Come previsto dal decreto n. 680 del 17 marzo 1848, era eletto al primo turno il candidato che «riunisce in suo favore più del terzo dei voti del total numero dei membri componenti il collegio e più della metà dei suffragi dati dai votanti presenti all'adunanza» (art. 92). Se nessun candidato era eletto, al ballottaggio tra i due candidati con più voti era eletto chi otteneva il maggior numero di voti (art. 93) o, in caso di ugual numero di voti, il maggiore d'età (art. 94).
| Partito                            | Partito                            | Candidato                          | Risultati 17 aprile 1848 | Risultati 17 aprile 1848 |
| Partito                            | Partito                            | Candidato                          | Voti                     | %                        |
| ---------------------------------- | ---------------------------------- | ---------------------------------- | ------------------------ | ------------------------ |
|                                    | —                                  | Giacomo Fresco                     | 174                      | 87,44                    |
|                                    | —                                  | Pasquale Tola                      | 25                       | 12,56                    |
|                                    |                                    |                                    |                          |                          |
| Iscritti                           | Iscritti                           | Iscritti                           | 325                      | 100,00                   |
| ↳ Votanti (% su iscritti)          | ↳ Votanti (% su iscritti)          | ↳ Votanti (% su iscritti)          | 255                      | 78,46                    |
| ↳ Voti validi (% su votanti)       | ↳ Voti validi (% su votanti)       | ↳ Voti validi (% su votanti)       | 199                      | 78,04                    |
| ↳ Schede non valide (% su votanti) | ↳ Schede non valide (% su votanti) | ↳ Schede non valide (% su votanti) | 56                       | 21,96                    |
| ↳ Astenuti (% su iscritti)         | ↳ Astenuti (% su iscritti)         | ↳ Astenuti (% su iscritti)         | 70                       | 21,54                    |

L'onorevole Fresco si dimise il 6 novembre 1848. Il collegio fu riconvocato.
| Partito                            | Partito                            | Candidato                          | Primo turno 12 dicembre 1848 | Primo turno 12 dicembre 1848 | Ballottaggio 13 dicembre 1848 | Ballottaggio 13 dicembre 1848 |
| Partito                            | Partito                            | Candidato                          | Voti                         | %                            | Voti                          | %                             |
| ---------------------------------- | ---------------------------------- | ---------------------------------- | ---------------------------- | ---------------------------- | ----------------------------- | ----------------------------- |
|                                    | —                                  | Pasquale Tola                      | 37                           | 56,92                        | 70                            | 76,92                         |
|                                    | —                                  | Francesco Cossu                    | 28                           | 43,08                        | 21                            | 23,08                         |
|                                    |                                    |                                    |                              |                              |                               |                               |
| Iscritti                           | Iscritti                           | Iscritti                           | 325                          | 100,00                       | 325                           | 100,00                        |
| ↳ Votanti (% su iscritti)          | ↳ Votanti (% su iscritti)          | ↳ Votanti (% su iscritti)          | 114                          | 35,08                        | 93                            | 28,62                         |
| ↳ Voti validi (% su votanti)       | ↳ Voti validi (% su votanti)       | ↳ Voti validi (% su votanti)       | 65                           | 57,02                        | 91                            | 97,85                         |
| ↳ Schede non valide (% su votanti) | ↳ Schede non valide (% su votanti) | ↳ Schede non valide (% su votanti) | 49                           | 42,98                        | 2                             | 2,15                          |
| ↳ Astenuti (% su iscritti)         | ↳ Astenuti (% su iscritti)         | ↳ Astenuti (% su iscritti)         | 211                          | 64,92                        | 232                           | 71,38                         |

L'onorevole Tola fu nominato consigliere d'appello il 12 dicembre 1848. Questa elezione tuttavia non poté essere convalidata per la chiusura della Legislatura.

### II legislatura
Le votazioni si svolsero in 222 collegi uninominali a doppio turno con la stessa normativa precedente (al primo turno un numero di voti maggiore di un terzo degli iscritti).
| Partito                            | Partito                            | Candidato                          | Primo turno 15 gennaio 1849 | Primo turno 15 gennaio 1849 | Ballottaggio 16 gennaio 1849 | Ballottaggio 16 gennaio 1849 |
| Partito                            | Partito                            | Candidato                          | Voti                        | %                           | Voti                         | %                            |
| ---------------------------------- | ---------------------------------- | ---------------------------------- | --------------------------- | --------------------------- | ---------------------------- | ---------------------------- |
|                                    | —                                  | Niccolò Ferracciu                  | 40                          | 66,67                       | 61                           | 69,32                        |
|                                    | —                                  | Pasquale Tola                      | 20                          | 33,33                       | 27                           | 30,68                        |
|                                    |                                    |                                    |                             |                             |                              |                              |
| Iscritti                           | Iscritti                           | Iscritti                           | 325                         | 100,00                      | 325                          | 100,00                       |
| ↳ Votanti (% su iscritti)          | ↳ Votanti (% su iscritti)          | ↳ Votanti (% su iscritti)          | 99                          | 30,46                       | 89                           | 27,38                        |
| ↳ Voti validi (% su votanti)       | ↳ Voti validi (% su votanti)       | ↳ Voti validi (% su votanti)       | 60                          | 60,61                       | 88                           | 98,88                        |
| ↳ Schede non valide (% su votanti) | ↳ Schede non valide (% su votanti) | ↳ Schede non valide (% su votanti) | 39                          | 39,39                       | 1                            | 1,12                         |
| ↳ Astenuti (% su iscritti)         | ↳ Astenuti (% su iscritti)         | ↳ Astenuti (% su iscritti)         | 226                         | 69,54                       | 236                          | 72,62                        |

### III legislatura
Le votazioni si svolsero in 204 collegi uninominali a doppio turno con la normativa del 1848 (al primo turno un numero di voti maggiore di un terzo degli iscritti).
| Partito                            | Partito                            | Candidato                          | Primo turno 22 luglio 1849 | Primo turno 22 luglio 1849 | Ballottaggio 23 luglio 1849 | Ballottaggio 23 luglio 1849 |
| Partito                            | Partito                            | Candidato                          | Voti                       | %                          | Voti                        | %                           |
| ---------------------------------- | ---------------------------------- | ---------------------------------- | -------------------------- | -------------------------- | --------------------------- | --------------------------- |
|                                    | —                                  | Francesco Cossu                    | 46                         | 43,81                      | 96                          | 56,80                       |
|                                    | —                                  | Niccolò Ferracciu                  | 59                         | 56,19                      | 73                          | 43,20                       |
|                                    |                                    |                                    |                            |                            |                             |                             |
| Iscritti                           | Iscritti                           | Iscritti                           | 387                        | 100,00                     | 387                         | 100,00                      |
| ↳ Votanti (% su iscritti)          | ↳ Votanti (% su iscritti)          | ↳ Votanti (% su iscritti)          | 136                        | 35,14                      | 169                         | 43,67                       |
| ↳ Voti validi (% su votanti)       | ↳ Voti validi (% su votanti)       | ↳ Voti validi (% su votanti)       | 105                        | 77,21                      | 169                         | 100,00                      |
| ↳ Schede non valide (% su votanti) | ↳ Schede non valide (% su votanti) | ↳ Schede non valide (% su votanti) | 31                         | 22,79                      | 0                           | 0,00                        |
| ↳ Astenuti (% su iscritti)         | ↳ Astenuti (% su iscritti)         | ↳ Astenuti (% su iscritti)         | 251                        | 64,86                      | 218                         | 56,33                       |

### IV legislatura
Le votazioni si svolsero in 204 collegi uninominali a doppio turno con la normativa del 1848 (al primo turno un numero di voti maggiore di un terzo degli iscritti).
| Partito                            | Partito                            | Candidato                          | Primo turno 13 dicembre 1849 | Primo turno 13 dicembre 1849 | Ballottaggio 14 dicembre 1849 | Ballottaggio 14 dicembre 1849 |
| Partito                            | Partito                            | Candidato                          | Voti                         | %                            | Voti                          | %                             |
| ---------------------------------- | ---------------------------------- | ---------------------------------- | ---------------------------- | ---------------------------- | ----------------------------- | ----------------------------- |
|                                    | —                                  | Francesco Cossu                    | 103                          | 57,54                        | 149                           | 62,87                         |
|                                    | —                                  | Antonio d'Ittiri Ledà              | 76                           | 42,46                        | 88                            | 37,13                         |
|                                    |                                    |                                    |                              |                              |                               |                               |
| Iscritti                           | Iscritti                           | Iscritti                           | 415                          | 100,00                       | 415                           | 100,00                        |
| ↳ Votanti (% su iscritti)          | ↳ Votanti (% su iscritti)          | ↳ Votanti (% su iscritti)          | 254                          | 61,20                        | 238                           | 57,35                         |
| ↳ Voti validi (% su votanti)       | ↳ Voti validi (% su votanti)       | ↳ Voti validi (% su votanti)       | 179                          | 70,47                        | 237                           | 99,58                         |
| ↳ Schede non valide (% su votanti) | ↳ Schede non valide (% su votanti) | ↳ Schede non valide (% su votanti) | 75                           | 29,53                        | 1                             | 0,42                          |
| ↳ Astenuti (% su iscritti)         | ↳ Astenuti (% su iscritti)         | ↳ Astenuti (% su iscritti)         | 161                          | 38,80                        | 177                           | 42,65                         |

L'onorevole Cossu decadde dalla carica perché fu nominato professore effettivo di diritto civile con aumento di stipendio il 5 giugno 1850. Il collegio non fu riconvocato a causa della fine della legislatura.

### V legislatura
Le votazioni si svolsero in 204 collegi uninominali a doppio turno con la normativa del 1848 (al primo turno un numero di voti maggiore di un terzo degli iscritti).
| Partito                            | Partito                            | Candidato                          | Primo turno 8 dicembre 1853 | Primo turno 8 dicembre 1853 | Ballottaggio 9 dicembre 1853 | Ballottaggio 9 dicembre 1853 |
| Partito                            | Partito                            | Candidato                          | Voti                        | %                           | Voti                         | %                            |
| ---------------------------------- | ---------------------------------- | ---------------------------------- | --------------------------- | --------------------------- | ---------------------------- | ---------------------------- |
|                                    | —                                  | Antonio d'Ittiri Ledà              | 74                          | 54,01                       | 95                           | 51,63                        |
|                                    | —                                  | Niccolò Ferracciu                  | 63                          | 45,99                       | 89                           | 48,37                        |
|                                    |                                    |                                    |                             |                             |                              |                              |
| Iscritti                           | Iscritti                           | Iscritti                           | 422                         | 100,00                      | 422                          | 100,00                       |
| ↳ Votanti (% su iscritti)          | ↳ Votanti (% su iscritti)          | ↳ Votanti (% su iscritti)          | 156                         | 36,97                       | 184                          | 43,60                        |
| ↳ Voti validi (% su votanti)       | ↳ Voti validi (% su votanti)       | ↳ Voti validi (% su votanti)       | 137                         | 87,82                       | 184                          | 100,00                       |
| ↳ Schede non valide (% su votanti) | ↳ Schede non valide (% su votanti) | ↳ Schede non valide (% su votanti) | 19                          | 12,18                       | 0                            | 0,00                         |
| ↳ Astenuti (% su iscritti)         | ↳ Astenuti (% su iscritti)         | ↳ Astenuti (% su iscritti)         | 266                         | 63,03                       | 238                          | 56,40                        |

L'onorevole d'Ittiri Ledà si dimise il 28 novembre 1854. Il collegio fu riconvocato.
| Partito                            | Partito                            | Candidato                          | Primo turno 24 dicembre 1854 | Primo turno 24 dicembre 1854 | Ballottaggio 25 dicembre 1854 | Ballottaggio 25 dicembre 1854 |
| Partito                            | Partito                            | Candidato                          | Voti                         | %                            | Voti                          | %                             |
| ---------------------------------- | ---------------------------------- | ---------------------------------- | ---------------------------- | ---------------------------- | ----------------------------- | ----------------------------- |
|                                    | —                                  | Antonio Crispo                     | 15                           | 53,57                        | 44                            | 57,14                         |
|                                    | —                                  | Carlo Domenico Mari                | 13                           | 46,43                        | 33                            | 42,86                         |
|                                    |                                    |                                    |                              |                              |                               |                               |
| Iscritti                           | Iscritti                           | Iscritti                           | 427                          | 100,00                       | 427                           | 100,00                        |
| ↳ Votanti (% su iscritti)          | ↳ Votanti (% su iscritti)          | ↳ Votanti (% su iscritti)          | 31                           | 7,26                         | 83                            | 19,44                         |
| ↳ Voti validi (% su votanti)       | ↳ Voti validi (% su votanti)       | ↳ Voti validi (% su votanti)       | 28                           | 90,32                        | 77                            | 92,77                         |
| ↳ Schede non valide (% su votanti) | ↳ Schede non valide (% su votanti) | ↳ Schede non valide (% su votanti) | 3                            | 9,68                         | 6                             | 7,23                          |
| ↳ Astenuti (% su iscritti)         | ↳ Astenuti (% su iscritti)         | ↳ Astenuti (% su iscritti)         | 396                          | 92,74                        | 344                           | 80,56                         |

"Nella seconda Sezione di questo Collegio non si procedette alle operazioni elettorali perchè non si potè costituire l'ufficio definitivo. Alcuni elettori appartenenti alla seconda Sezione chiesero di votare, il giorno della prima votazione, nella prima Sezione: ma l'Ufficio di questa non aderì alla loro domanda avendo già compiute le operazioni elettorali, e deliberò invece di doversi accettare il voto degli elettori della seconda Sezione nella votazione di ballottaggio. Ad onta di ciò nessun elettore della seconda Sezione prese parte al secondo scrutinio perchè ritennero non libero il loro voto, dovendo cadere sopra uno dei due candidati che erano in ballottaggio mentre se avessero potuto prendere parte al primo scrutinio avrebbero potuto, coi loro voti, mutare l'esito della prima votazione e per conseguenza il ballottaggio avrebbe potuto cadere sopra candidati diversi da quelli proclamati dalla prima Sezione. La Camera annullò l'elezione il 12 febbraio 1855". Il collegio fu riconvocato.
| Partito                            | Partito                            | Candidato                          | Primo turno 25 febbraio 1855 | Primo turno 25 febbraio 1855 | Ballottaggio 26 febbraio 1855 | Ballottaggio 26 febbraio 1855 |
| Partito                            | Partito                            | Candidato                          | Voti                         | %                            | Voti                          | %                             |
| ---------------------------------- | ---------------------------------- | ---------------------------------- | ---------------------------- | ---------------------------- | ----------------------------- | ----------------------------- |
|                                    | —                                  | Giuseppe Bruschetti                | 22                           | 44,90                        | 66                            | 58,93                         |
|                                    | —                                  | Antonio Crispo                     | 27                           | 55,10                        | 46                            | 41,07                         |
|                                    |                                    |                                    |                              |                              |                               |                               |
| Iscritti                           | Iscritti                           | Iscritti                           | 427                          | 100,00                       | 427                           | 100,00                        |
| ↳ Votanti (% su iscritti)          | ↳ Votanti (% su iscritti)          | ↳ Votanti (% su iscritti)          | 52                           | 12,18                        | 112                           | 26,23                         |
| ↳ Voti validi (% su votanti)       | ↳ Voti validi (% su votanti)       | ↳ Voti validi (% su votanti)       | 49                           | 94,23                        | 112                           | 100,00                        |
| ↳ Schede non valide (% su votanti) | ↳ Schede non valide (% su votanti) | ↳ Schede non valide (% su votanti) | 3                            | 5,77                         | 0                             | 0,00                          |
| ↳ Astenuti (% su iscritti)         | ↳ Astenuti (% su iscritti)         | ↳ Astenuti (% su iscritti)         | 375                          | 87,82                        | 315                           | 73,77                         |

Nella camera vi era un'eccedenza nel numero dei deputati impiegati. Fu eseguito un sorteggio il 11 marzo 1855 e l'onorevole Bruschetti decadde dalla carica. Il collegio fu riconvocato.
Il collegio fu riconvocato per l'8 aprile del 1855 ma non fu possibile "costituire gli Uffici definitivi, in entrambe le Sezioni componenti il Collegio, per mancanza di elettori presenti all’adunanza". Il collegio fu riconvocato.
| Partito                            | Partito                            | Candidato                          | Primo turno 24 giugno 1855 | Primo turno 24 giugno 1855 | Ballottaggio 25 giugno 1855 | Ballottaggio 25 giugno 1855 |
| Partito                            | Partito                            | Candidato                          | Voti                       | %                          | Voti                        | %                           |
| ---------------------------------- | ---------------------------------- | ---------------------------------- | -------------------------- | -------------------------- | --------------------------- | --------------------------- |
|                                    | —                                  | Domenico Buffa                     | 22                         | 50,00                      | 92                          | 59,74                       |
|                                    | —                                  | Giovanni Antonio Sanna-Sanna       | 22                         | 50,00                      | 62                          | 40,26                       |
|                                    |                                    |                                    |                            |                            |                             |                             |
| Iscritti                           | Iscritti                           | Iscritti                           | 427                        | 100,00                     | 427                         | 100,00                      |
| ↳ Votanti (% su iscritti)          | ↳ Votanti (% su iscritti)          | ↳ Votanti (% su iscritti)          | 84                         | 19,67                      | 158                         | 37,00                       |
| ↳ Voti validi (% su votanti)       | ↳ Voti validi (% su votanti)       | ↳ Voti validi (% su votanti)       | 44                         | 52,38                      | 154                         | 97,47                       |
| ↳ Schede non valide (% su votanti) | ↳ Schede non valide (% su votanti) | ↳ Schede non valide (% su votanti) | 40                         | 47,62                      | 4                           | 2,53                        |
| ↳ Astenuti (% su iscritti)         | ↳ Astenuti (% su iscritti)         | ↳ Astenuti (% su iscritti)         | 343                        | 80,33                      | 269                         | 63,00                       |

"Per effetto della legge 27 gennaio 1856 il Collegio si denominò da Nulvi (capoluogo) e il sorteggio ne destinò rappresentante il deputato Tula Pasquale già eletto dal Collegio I di Sassari".